# Mandagout
Mandagout é uma comuna francesa na região administrativa da Occitânia, no departamento de Gard. Estende-se por uma área de 15.12 km², e possui 402 habitantes, segundo o censo de 2018, com uma densidade de 27 hab/km².